# Казанка (Свердловская область)
Казанка — деревня, входящая в муниципальное образование «Городской округ Сухой Лог» Свердловской области России.

## География
Деревня расположена в 20 километрах (по автотрассе в 24 километрах) к востоку от города Сухой Лог, на восточном берегу озера Казанское.

## Население
| 2002 | 2010 |
| ---- | ---- |
| 67   | ↘65  |

## Достопримечательности
Монумент павшим в боях за Родину в годы Великой Отечественной войны